# Емулатор
Емулатор (от английски език - Emulator, в буквален превод - подражател) е електронно устройство, компютърна програма, или система, която приема входна информация и предава изходна информация, идентична с тази на друга операционна система.
Създаването на емулатори се прави с цел:
- Създаване на нов микропроцесор/микроконтролер. В този случай, при помощта на емулатор (програма или устройство) се изпълняват командите на този процесор.
- Необходимост от изпълнение или програмно обезпечаване на софтуер, написан за друго устройство или операционна система.
- Тестване на програма написана за различна операционна система.

Емулацията позволява да бъдат изпълнени компютърни програми на платформа, различна от тази, за която са били написани в оригинал. Емулация също така е наричан процесът, при който е извършено това действие. За разлика от процеса „симулация“, който просто показва поведението на определена програма, при емулацията се прави точна имитация на системата, за изпълнение на оригиналния машинен код.